# Poxtla Ixcatlán
Poxtla Ixcatlán är en ort i Mexiko.   Den ligger i kommunen Huejutla de Reyes och delstaten Hidalgo, i den sydöstra delen av landet, 200 km norr om huvudstaden Mexico City. Poxtla Ixcatlán ligger 286 meter över havet och antalet invånare är 480.
Terrängen runt Poxtla Ixcatlán är kuperad. Runt Poxtla Ixcatlán är det ganska tätbefolkat, med 248 invånare per kvadratkilometer. Närmaste större samhälle är Huejutla de Reyes, 8,6 km nordost om Poxtla Ixcatlán. I omgivningarna runt Poxtla Ixcatlán växer i huvudsak städsegrön lövskog.